# Бучаченко, Анатолий Леонидович
Анато́лий Леони́дович Бучаченко (род. 7 сентября 1935, Няндома, Северный край) — советский и российский физико-химик, специалист в области физической химии и химической физики, академик Российской академии наук, доктор химических наук, заведующий кафедрой химической кинетики химфака МГУ с 1989 по 2013 год, и. о. председателя Научного центра РАН в Черноголовке с 2012 года.
Ему (совместно с Молиным Ю. Н.,  Сагдеевым Р. З.и др.) принадлежит открытие магнитного изотопного эффекта в 1976 году
LVI Менделеевский чтец — 2 марта 2000 года

## Биография
В 1958 году окончил Горьковский университет им. Н. И. Лобачевского. С 1958 года работает в Институте химической физики АН СССР/РАН: младший и старший научный сотрудник, заведующий лабораторией спиновой химии, заместитель директора; директор института (1994—1996); заведующий отделом динамики химических и биологических процессов (1996—2002).
В 1962 году защитил кандидатскую диссертацию «Исследование радикальных реакций ингибирования процессов окисления полимеров», в 1968 году — докторскую диссертацию «Стабильные радикалы: электронная структура, реакционная способность и применение». Профессор (1970).
Член-корреспондент АН СССР c 23 декабря 1987 года по Отделению общей и технической химии, академик РАН c 11 июня 1992 года (физическая химия). Заведующий кафедрой химической кинетики (1988—2013), главный научный сотрудник химического факультета МГУ, читал специальные курсы по физике химических реакций, спиновой и когерентной химии. Заслуженный профессор МГУ (1999), научный руководитель Учебно-научного центра по химической физике на базе ХФ МГУ и ИХФ РАН. Советник РАН.
Член редколлегий журналов «Journal of Physical Chemistry», «Химическая физика», «Journal of Chemical Society», «Mendeleev Communications», «Успехи химии», «Chemical Physics Letters». Председатель редколлегии серии изданий РАН «Научно-популярная литература».
Председатель Научного совета по химическому строению и реакционной способности РАН. Член Американского физического общества.
Сын Алексей (1965—2023) — химик.

## Научная деятельность
Автор работ по физической химии свободных радикалов и органических ферромагнетиков, магнитно-спиновым эффектам, радиоспектроскопии и нанохимии. Открыл магнитный изотопный эффект (совместно с Ю. Н. Молиным, Р. З. Сагдеевым и др., 1976) и радиоизлучение химических реакций. Разработал (совместно с Н. М. Эмануэлем) химическую физику молекулярного разрушения и стабилизации полимеров, сформулировал принципы и практические способы обеспечения их долговременной стабильности. Разработал пути создания молекулярных ферромагнетиков.

## Некоторые публикации
Книги
- Стабильные радикалы. М., 1973 (совм. с А. М. Вассерманом);
- Магнитные и спиновые эффекты в химических реакциях. Новосибирск, 1978 (в соавт.);
- Эмануэль Н. М., Бучаченко А. Л. Химическая физика молекулярного разрушения и стабилизации полимеров. — М.: Наука, 1988
- Chemical generation and reception of radio- and microwaves. N. Y., 1994 (with E. L. Frankevich).
- Бучаченко А. Л. Химия как музыка. — Тамбов [и др.]: «Издательство Международного информационного нобелевского центра „Нобелистика“», 2004. — 191 с. — ISBN 5-86609-014-7
- Бучаченко А. Л. Новая изотопия в химии и биохимии. — М.: Наука, 2007. — 189 с.
- Бучаченко А. Л. Магнитная изотопия: новые горизонты. Вестник Российской академии наук. 2010.

Статьи
- А. Л. Бучаченко, Ю. Н. Молин, Р. 3. Сагдеев, К. М. Салихов, Е. Л. Франкевич, Магнитно-спиновые эффекты в химических реакциях Архивная копия от 11 октября 2016 на Wayback Machine, «Успехи физических наук», т.151, № 1, 1987 — сообщения с научной сессии Отделения общей физики и астрономии и Отделения ядерной физики Академии наук СССР 25-26.06.1986.
- Бучаченко А. Л. Ядерно-спиновая селективность химических реакций. «Успехи химии», 1995, т. 64, стр. 863.
- Buchachenko A. L., Berdinsky V. L. Spin catalysis of chemical reactions // «J. Phys. Chem.», 1996, v. 100, p. 18292.
- Бучаченко А. Л. Ионосферные предшественники землетрясений, Успехи физических наук, 1996, т. 166, с. 1025.
- Бучаченко А. Л. Каскадная кинетика магнито-изотопного фракционирования // Доклады Академии наук, 1997, т. 356, с. 1028.
- А. Л. Бучаченко, Химия на рубеже веков: свершения и прогнозы Архивная копия от 4 февраля 2010 на Wayback Machine // «Успехи химии», т. 68, № 2, 1999.
- Buchachenko A. L. Magnetic Isotope Effect: Nuclear Spin Control of Chemical Reactions // «J. Phys. Chem.», 2001, vol. A105, p. 9995.
- Бучаченко А. Л., Кузнецов Д. А. Магнитный изотопный эффект — ключ к функционированию молекулярных машин. «Молекулярная биология», 2006, т. 40, с. 12.

## Награды и премии
- Орден «Знак Почёта» (1981)
- Премия Ленинского комсомола (1968)
- Государственная премия СССР в области науки и техники (1977; совм. с др.)
- Ленинская премия в области науки и техники (1986; совм. с др.)
- Международная премия имени В. В. Воеводского (РАН, 1997)
- Премия Президента России в области образования (2001; совм. с др.) — за создание на базе новейших достижений современной физики интегрированной системы высшего химического образования для учебных заведений высшего профессионального образования[4]
- Премия Триумф в области науки (2008)
- Премия Правительства Российской Федерации в области образования (2012; совм. с др.) — за научно-практическую разработку «Индивидуализированная многоуровневая система подготовки специалистов высшей квалификации в области естественных наук»[5]
- Лауреат Демидовской премии в номинации «Химия» за выдающийся вклад в создание и развитие спиновой химии (2021).